# Robert’s Rules of Order

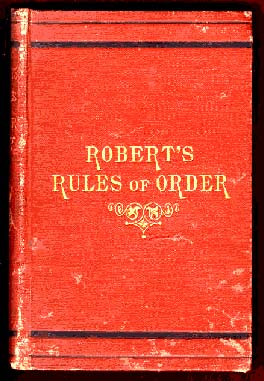
Robert’s Rules of Order (Ausgabe von 1876)

Robert’s Rules of Order Newly Revised, meist Robert’s Rules of Order (oder einfach Robert’s Rules) genannt, ist das am weitesten verbreitete Geschäftsordnungs-Handbuch in den USA.
Das Handbuch wurde erstmals 1876 vom US-Army-Offizier Henry Martyn Robert veröffentlicht, der die Regeln und Gewohnheiten des Congress an die Anforderungen nicht-gesetzgebender Vereinigungen anpasste. Es folgten zehn weitere Auflagen, mit größeren Überarbeitungen 1915 (Robert’s Rules of Order Revised) und 1970 (Robert’s Rules of Order Newly Revised). Die Auflage von 1915 ist inzwischen gemeinfrei. Das Urheberrecht auf Robert’s Rules of Order Newly Revised liegt bei der Robert’s Rules Association, die durch Vertrag ein Autorenteam bestimmt, das die Aufgabe fortführt, das Buch zu überarbeiten und zu aktualisieren. Die 11. Auflage wurde 2011 veröffentlicht und hatte eine Gesamtauflage von mehr als 5.500.000 Exemplaren. Aktuell ist seit 2020 die 12. Auflage.
2005 veröffentlichte die Robert’s Rules Association ein offizielles kurzgefasstes Überblickswerk mit dem Titel „Robert’s Rules of Order Newly Revised In Brief“. Eine zweite Auflage der Kurzfassung wurde 2011 veröffentlicht.

## Geschichte und Ursprünge

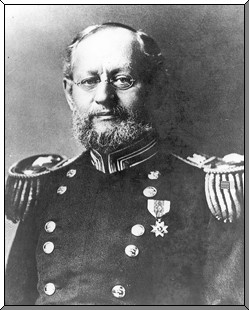
Henry M. Robert

Die erste Auflage des Buchs, dessen vollständiger Titel „Pocket Manual of Rules of Order for Deliberative Assemblies“ lautete, wurde im Februar 1876 von Henry Martyn Robert (1837–1923) veröffentlicht, der damals Major der US-Army war. Auf dem Cover stand der Kurztitel Robert’s Rules of Order.
Die Verfahrensweisen, die in dem Buch beschrieben werden, waren an jene angelehnt, die damals im Repräsentantenhaus der Vereinigten Staaten verwendet wurden, mit Anpassungen, die Robert für gewöhnliche Vereinigungen für angebracht hielt. Obwohl er im Militär war, beruhen die Regeln in seinem Buch nicht auf Regeln des Militärs. Das Interesse des Autors an parlamentarischen Verfahrensweisen entstand 1863, als er auserwählt wurde, eine Kirchenversammlung zu leiten, und obwohl er die Aufgabe akzeptierte, den Eindruck hatte, dass ihm das nötige Wissen der richtigen Verfahrensweisen fehlte.
In seiner späteren Arbeit als aktives Mitglied verschiedener Organisationen bemerkte Robert, dass Mitglieder aus verschiedenen Gegenden des Landes ganz verschiedene Ansichten hatten, welches die korrekten parlamentarischen Regeln seien, und diese widersprüchlichen Ansichten hemmten die Organisationen in ihrer Arbeit. Er kam schließlich zu der Überzeugung, dass ein neues Handbuch zu dem Thema erforderlich war, das es vielen Organisationen ermöglichen würde, dasselbe Regelwerk einzuführen.

## Erklärung des Zwecks des Buches
Allgemein gesagt ist Robert’s Rules of Order eine Anleitung zur Durchführung von Versammlungen und zum Treffen von Entscheidungen als Gruppe. Der Zweck des Buchs ist es, „Versammlungen jeder Größe in die Lage zu versetzen, unter Berücksichtigung der Meinung jedes Mitglieds in der größtmöglichen Zahl von Fragen unterschiedlicher Komplexität in einem Minimum an Zeit zum allgemeinen Willen zu kommen, und das unter jedem möglichen internen Klima, das von völliger Harmonie bis zu verhärteter Spaltung oder leidenschaftlicher Meinungsverschiedenheit reichen kann.“
Das Buch ist für Freiwillige Vereinigungen und nicht für Gesetzgebende Versammlungen konzipiert.
Das Buch erklärt, dass es „eine Kodifizierung des allgemeinen parlamentarischen Rechts der Gegenwart“ darstellt. „Allgemeines parlamentarisches Recht“ bezieht sich auf die üblichen Regeln und Bräuche für die Leitung in Organisationen und Versammlungen. Es bezieht sich weder auf gesetzliche Vorschriften noch auf gewohnheitsrechtliche Präzedenzfälle, die aus Gerichtsentscheidungen abgeleitet wurden. Mit anderen Worten, das Buch handelt von Verfahrensweisen für Versammlungen und nicht davon, was „rechtlich zulässig“ ist (d. h. es ist kein juristisches Buch).
Als Referenz ist es dazu gedacht, möglichst jede Geschäftsordnungsfrage, die auftreten könnte, zu beantworten. Die 11. Auflage enthält 669 Seiten Text, und ihr gesamter Original-Inhalt wurde einbezogen, weil er „an irgendeinem Punkt irgendwo als Verfahrensfrage aufgetreten ist.“ Die Lückenlosigkeit hat den Zweck, dass Organisationen nicht selbst umfangreiche Regeln schreiben müssen. Außerdem könnten Mitglieder unterschiedlicher Organisationen sich auf dasselbe Regelwerk beziehen.

## Inhalt der 11. Auflage
Der Inhalt der 11. Auflage von Robert’s Rules of Order Newly Revised (RONR), die 2011 veröffentlicht wurde, enthält Einzelheiten der Arten von Gruppen, die dieses Buch nutzen, der Arten wie Entscheidungen getroffen werden könnten und der verschiedenen Situationen, in denen Entscheidungen getroffen werden.

### Die Grundlagen
Die Einleitung des Buchs bietet einen historischen Überblick über Geschäftsordnungen und enthält den Hintergrund und die Geschichte von Robert’s Rules of Order. Die Regeln in dem Buch beruhen auf den Rechten
- der Mehrheit,
- der Minderheit (insbesondere einer starken Minderheit von mehr als einem Drittel),
- einzelner Mitglieder,
- Abwesender
- und all dieser zusammen.[7]

Zu einigen der Grundsätze, auf denen dieses Buch beruht, gehören:
- immer nur eine Frage auf einmal,
- ein Mensch – eine Stimme,
- nur anwesende Mitglieder können abstimmen.[8]

Eine Gruppe, die dieses Buch nutzt, wird deliberative Versammlung genannt. Die Arten deliberativer Versammlungen sind
- eine Massenversammlung
- eine örtliche Versammlung einer organisierten Vereinigung (lokaler Verein oder Ortsverband)
- eine Tagung
- eine gesetzgebende Versammlung
- ein Board of Directors (etwa: Vorstand/Aufsichtsrat).[9]

Eine Organisation kann Regeln haben, z. B.:
- Gründungsurkunde oder Gründungsvertrag,
- eine Verfassung oder Satzung/Statut,
- eine Geschäftsordnung („special rules of order“ und „parliamentary authority“)
- dauerhafte Regelungen
- und Gebräuche/Konventionen.

Um die Geschäfte zu führen, haben Gruppen Treffen oder Sitzungen, die innerhalb eines Vierteljahres liegen können oder weiter auseinander liegen. Die Arten von Treffen sind
- reguläre Versammlung,
- außerordentliche Versammlung
- Fortsetzung einer vertagten Versammlung
- Jahresversammlung
- Sitzung unter Ausschluss der Öffentlichkeit
- öffentliche Sitzung
- elektronische Versammlungen.

Ein Mitglied einer deliberativen Versammlung hat das Recht,
- an den Treffen teilzunehmen,
- Anträge zu stellen,
- in der Debatte zu sprechen
- und abzustimmen.[10]

Das Verfahren, um eine Entscheidung zu treffen, beginnt mit einem Antrag, d. h. einem Vorschlag, etwas zu tun. Die formalen Schritte in der Behandlung des Antrages sind
- das Stellen des Antrages,
- einen Unterstützer haben,
- das Vortragen/Verlesen des Antrages,
- die Debatte über den Antrag,
- den Antrag zur Abstimmung stellen,
- das Verkünden des Abstimmungsergebnisses.

Maßnahmen können informell/formlos ergriffen werden, ohne diese Schritte zu durchlaufen, indem Konsens verwendet wird. Wenn eine Entscheidung zu treffen ist, ist das Grundprinzip der Entscheidung die Mehrheitsabstimmung. In Situationen, in denen mehr als eine bloße Mehrheit erforderlich ist, kann eine Zwei-Drittel-Mehrheit, eine vorherige Ankündigung oder die Zustimmung der Mehrheit aller Mitglieder gefordert sein.

### Anträge
Das Buch bietet Einzelheiten über Hauptanträge einschließlich des Antrags auf Ratifizierung. Zusätzlich zählt das Buch andere Anträge auf und bietet Einzelheiten (einschließlich Erklärungen, Vordrucken und Beispielen) zu diesen Anträgen. Zu diesen zählen:
- Subsidiäre Anträge (Subsidiary Motions):
  - Verschiebung auf unbestimmte Zeit (Postpone Indefinitely)
  - Änderungsantrag (Amend)
  - Überweisung an ein Komitee oder eine Arbeitsgruppe (Commit or Refer)
  - Vertagung (Postpone to a Certain Time)
  - Begrenzung oder Erweiterung der Redezeit oder der Anzahl der Redebeiträge pro Redner (Limit or Extend Limits of Debate)
  - Schluss der Debatte mit sofortiger Abstimmung (Previous Question)
  - Beiseitelegen (Lay on the Table)
- Privilegierte Anträge (Privileged Motions):
  - Einhaltung der Tagesordnung (Call for the Orders of the Day)
  - Behebung widriger Umstände erbitten (Raise a Question of Privilege)
  - Pause (Recess)
  - Versammlung beenden (Adjourn)
  - Festlegen, wann sich die Versammlung das nächst Mal trifft (Fix the Time to Which to Adjourn)
- Beiläufige Anträge (Incidental Motions):
  - auf einen Verfahrensfehler hinweisen (Point of Order)
  - Entscheidung des Versammlungsleiters anfechten (Appeal)
  - von der Geschäftsordnung abweichen (Suspend the Rules)
  - Einwand gegen die Behandlung eines bestimmten Antrages (Objection to the Consideration of a Question)
  - Abstimmungsfrage aufteilen (Division of a Question)
  - Antrag abschnittsweise diskutieren (Consideration by Paragraph or Seriatim)
  - Anträge zur Form der Abstimmung (Motions Relating to Methods of Voting and the Polls)
  - Anträge zur Kandidatenaufstellung (Motions Relating to Nominations)
  - Antrag auf Entbindung von einer eingegangenen Verpflichtung (Request to Be Excused from a Duty)
  - Auskünfte (Requests and Inquiries)
    - Auskunft zum Verfahren (Parliamentary Inquiry)
    - Auskunft zu einer Sachfrage (Request for Information)
    - Bitte um Erlaubnis, einen Antrag zurückzuziehen oder zu ändern (Request for Permission (or Leave) to Withdraw or Modify a Motion)
    - Bitte, Dokumente vorlesen zu dürfen (Request to Read Papers)
    - Sonstige Bitte (Request for Any Other Privilege)
- Anträge, die eine Frage erneut vor die Versammlung bringen (Motions That Bring A Question Again Before An Assembly):
  - beiseitegelegten Antrag wieder aufgreifen (Take from the Table)
  - bereits getroffenen Beschluss ändern oder aufheben (Rescind/Amend Something Previously Adopted)
  - Antrag, der an ein Komitee überwiesen wurde, dem Komitee wieder aus den Händen zu nehmen (Discharge a Committee)
  - Antrag erneut behandeln (Reconsider)

Zu den Einzelheiten für jeden Antrag gehören:
- sein Zweck,
- wann er gestellt werden kann,
- ob er diskutiert werden kann,
- ob Änderungsanträge dazu gestellt werden können,
- welcher Stimmenanteil benötigt wird, damit er angenommen ist
- und ob er erneut behandelt werden kann.

Die Reihenfolge des Vorrangs – auch Rang genannt – wird für jeden Antrag detailliert beschrieben.

### Verschiedene Themen
Die zweite Hälfte des Buchs behandelt verschiedene Themen im Detail. Hier eine kurze Zusammenfassung dieser Themen:
Abhängig von der Situation können Anträge erneuert oder wieder eingebracht werden. Andererseits sollten Mitglieder legitime Anträge nicht für verzögernde und missbräuchliche Zwecke nutzen und damit Zeit verschwenden.
Ein Quorum, oder eine Mindestzahl an Mitgliedern, muss bei einer Versammlung anwesend sein, damit sie beschlussfähig ist. Die Themen, die in einer Versammlung vorkommen sollen, können in einer Tagesordnung aufgeführt sein.
Jedes Mitglied kann die Chance bekommen zu reden, indem ihm das Wort erteilt wird und es an der Debatte teilnimmt. Die Debatte kann hinsichtlich der Anzahl der Redebeiträge und der Dauer begrenzt sein und sollte jederzeit respektvoll gegenüber anderen sein. Durch Abstimmungen wird über die Vorgehensweise entschieden; sie können auf vielfältige Arten erfolgen, z. B. mündlich, durch Aufstehen oder per Stimmzettel.
Ämter in einer Organisation können durch das Verfahren von Nominierung und Wahlen besetzt werden. Jede Organisation entscheidet selbst, welche Ämter sie hat, mindestens vorhandenen sind in einer deliberativen Versammlung der Versammlungsleiter (üblicherweise „Präsident“ oder „Vorsitzender“) und ein Protokollant. Der Protokollant führt bei jedem Treffen das Ergebnisprotokoll oder die offiziellen Aufzeichnungen der Verhandlungen. Zu den Pflichten der Amtsinhaber gehört es, Bericht zu erstatten, etwa der Schatzmeister den Finanzbericht. Außerdem kann eine Organisation ein Board of Directors haben, das sich im Auftrag der Organisation um die Geschäfte kümmert. Amtsinhaber und Vorstände haben nur jene Entscheidungsbefugnisse, die ihnen in den offiziellen Dokumenten der Organisation übertragen werden. Es kann auch Komitees geben, die gegründet werden, um der Organisation zuzuarbeiten. Die Vorstände und Komitees können auch einer Berichtspflicht unterliegen.
Leute können sich in Massenversammlungen für einen konkreten Zweck oder ein Anliegen treffen. Ein Zweck einer Massenversammlung kann darin bestehen, eine dauerhafte Vereinigung einzurichten.
Jede Organisation hat ihre Grundregeln, die in der Satzung enthalten sind. Die Satzung kann darlegen
- den Namen der Organisation,
- ihren Zweck
- die Anforderungen an Mitglieder oder Amtsträger,
- wie Versammlungen angesetzt werden,
- ob es Vorstände oder Komitees (oder beides) gibt
- auf welches Geschäftsordnungswerk (zumindest in Zweifelsfällen) zurückgegriffen wird
- wie die Satzung geändert werden kann

Vertreter der einzelnen Gliederungen, aus denen die Organisation besteht, können sich als Delegierte in Vertreterversammlungen treffen, um die Geschäfte im Namen der Organisation zu führen. Vertreterversammlung können aus mehreren Treffen bestehen und mehrere Tage dauern und auf jährlicher Basis oder in noch größerem Abstand stattfinden.
Wenn Mitglieder nicht entsprechend den Regeln der Organisation handeln, ist ein Disziplinarverfahren gegen sie möglich. Die Maßnahmen können von einer Rüge bis zum Ausschluss aus der Organisation reichen. Amtsträger können durch eine Entfernung aus dem Amt diszipliniert werden.

### Schaubilder, Tabellen und Listen
Die eingefärbten Seiten (die mit einem grauen Streifen an der Außenkante gekennzeichnet sind) im hinteren Teil des Buches enthalten die folgenden Schaubilder, Tabellen und Listen:
- I. Schaubilder zur Bestimmung, wann die einzelnen Subsidiären und Privilegierten Anträge zulässig sind
- II. Tabelle der Regeln, die sich auf Anträge beziehen
- III. Beispielformulierungen für das Einbringen von Anträgen
- IV. und V. Anträge und Verfahrensschritte
- VI. Anträge, die eine Zwei-Drittel-Mehrheit erfordern
- VII. Anträge, deren erneute Behandlung verboten oder eingeschränkt ist
- VIII. Tabelle der Regeln für die Zählung von Stimmzetteln[11]